# 氟硅唑
氟硅唑（DPX-H6573）是一種由杜邦发明的有机硅杀真菌剂，用來控制各種水果和蔬菜農作物的真菌感染。它對动物有中度毒性，大量攝入後可能會導致先天性障碍。

## 外部鏈接
- 氟硅唑 in the Pesticide Properties DataBase (PPDB)